# Родное (Богодуховский район)
Першотра́вневое либо Первома́йское (укр. Першотравневе) — поселок, Феськовский сельский совет, Золочевский район, Харьковская область, Украина.
Код КОАТУУ — 6322686508. Население по переписи 2001 года составляет 150 (71/79 м/ж) человек.

## Географическое положение
Посёлок Першотравневое находится на левом берегу реки Уды, выше по течению на расстоянии в 3 км расположено село Литвиново, ниже по течению примыкает село Должик. Рядом с посёлком расположена железнодорожная станция Черноглазовка.

## История
- 1929 — дата основания колхоза на месте хутора.

## Происхождение названия
Село наименовано в честь праздника весны и труда Первомая, отмечаемого в различных странах 1 мая; в СССР он назывался Международным днём солидарности трудящихся.
На территории Украиской ССР имелись 50 населённых населённых пунктов с названием Першотравневое и 27 — с названием Первомайское, из которых до тридцати находились в 1930-х годах в тогдашней Харьковской области.

## Экономика
- Молочно-товарная ферма.